# Agnès Pannier-Runacher

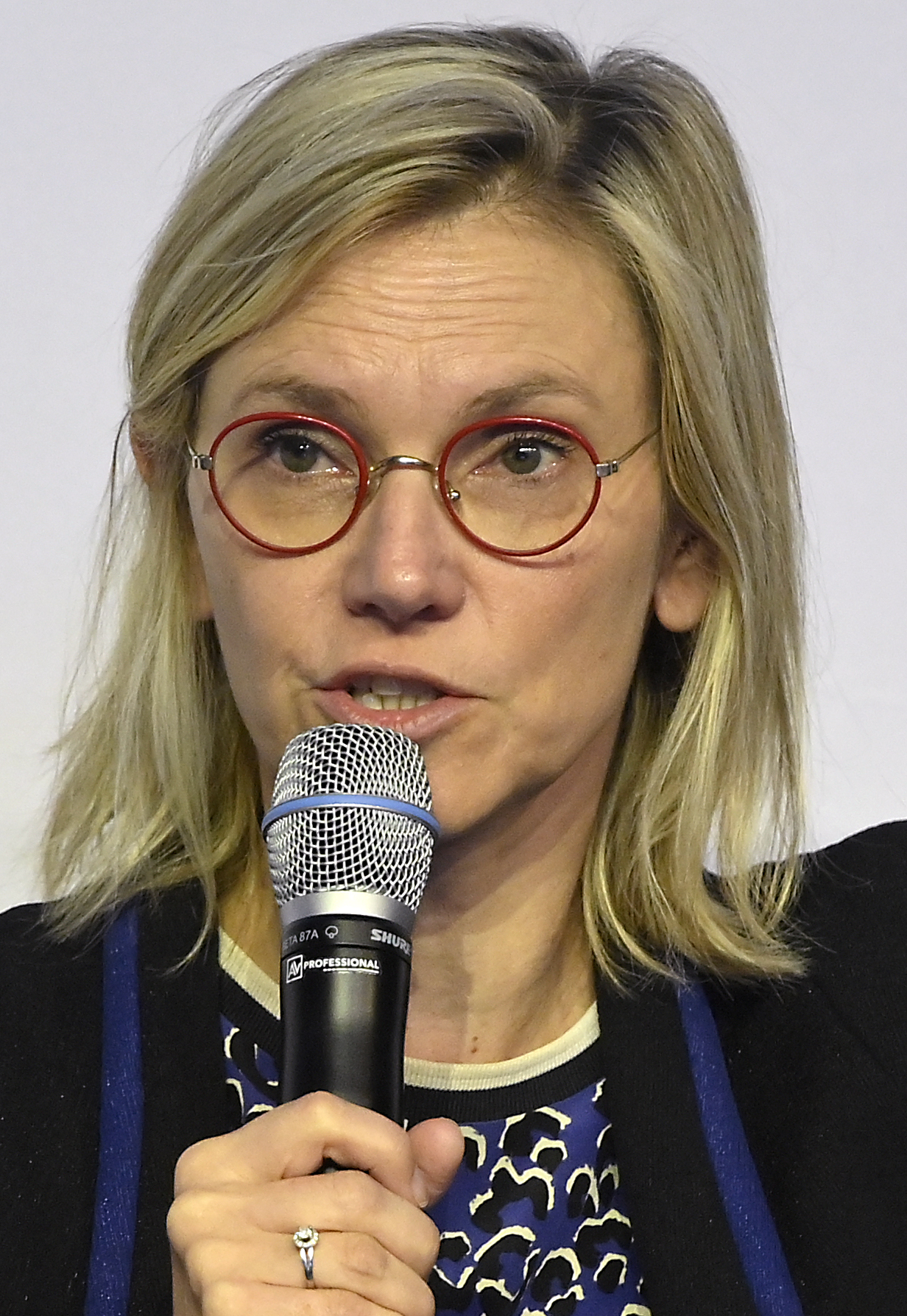
Agnès Pannier-Runacher (2023)

Agnès Pannier-Runacher [aɲɛs paˈɲe ʁynaˈʃe] (* 19. Juni 1974 als Agnès Runacher in Paris) ist eine französische Wirtschaftsmanagerin und Politikerin der Partei Renaissance. Nach Positionen als Staatssekretärin im Finanz- und Wirtschaftsministerium (2018–2020) und als Industrieministerin (2020–2022) war sie vom 20. Mai 2022 bis zum 11. Januar 2024 französische Ministerin für die Energiewende. Von Februar bis September 2024 war sie Beigeordnete Ministerin im Landwirtschaftsministerium. Im Kabinett Barnier wurde sie am 21. September 2024 wieder Energieministerin, im Kabinett Bayrou Ende Dezember 2024 Umweltministerin (ökologische Wende, Biodiversität, Wald, Meer und Fischerei).

## Leben und Wirken
Agnès Runacher wurde am 19. Juni 1974 in Paris geboren. Ihr Vater Jean-Michel Runacher ist Ingenieur und Wirtschaftsmanager. Er war drei Jahrzehnte lang Generaldirektor des Erdölkonzerns Perenco.
Sie schloss im Jahr 2000 die Elitehochschule École nationale d’administration (ENA) ab. Zudem verfügt sie über Abschlüsse der Hochschulen HEC Paris und Sciences Po.
Ihre berufliche Laufbahn begann sie als Finanzinspektorin im französischen Finanzministerium. Drei Jahre später wurde sie Directrice de cabinet der Generaldirektorin der Assistance publique – Hôpitaux de Paris, des öffentlich-rechtlichen Krankenhausverbunds für den Großraum Paris.
Von 2006 bis 2008 war sie stellvertretende Direktorin für Finanzen und Strategie bei der staatlichen Finanzgruppe Caisse des Dépôts. 2008 war sie Mitgründerin eines strategischen Investitionsfonds, dessen Exekutivkomitee sie anschließend angehörte.
2011 wechselte sie in den privaten Sektor und wurde zunächst Direktorin für den Bereich Forschung und Entwicklung im Geschäftsbereich Kraftfahrzeugausstattung des Automobilzulieferers Faurecia. 2013 nahm sie eine leitende Funktion in der Compagnie des Alpes, einem Betreiber von Wintersportgebieten und Freizeitparks, an.
Ab 2016 unterstützte sie die Kandidatur Emmanuel Macrons für die Präsidentschaftswahl in Frankreich 2017 und trat in Macrons Partei  En Marche (später La République en Marche, LRM, seit September 2022 Renaissance) ein. Mit Macron war sie seit 2007 bekannt. Sie hatte ihn bei einem Arbeitsessen in der Inspection des Finances kennengelernt, wo die damals bei der Caisse des Dépôts tätige Agnès Runacher selbst gearbeitet hatte und wo Macron eine leitende Position innehatte; in der Folge waren Macron und Pannier-Runacher in Kontakt geblieben. Nachdem Macron die Wahl 2017 gewonnen hatte, wurde sie im Oktober 2018 Staatssekretärin im Finanz- und Wirtschaftsministerium Bruno Le Maires. Unter den Regierungsmitgliedern war sie diejenige, die zuvor die höchsten Einkünfte gehabt hatte. Neben ihrer Haupttätigkeit bei der Compagnie des Alpes war sie in den Aufsichtsräten mehrerer Großkonzerne tätig, so des Erdölförderunternehmens Bourbon und des Hygiene-Dienstleisters Elis. Bei Eintritt in die Regierung legte sie diese Funktionen nieder.
Am 6. Juli 2020 wurde sie im Kabinett Castex beigeordnete Ministerin für Industrie. In dem auf Castex’ Regierung am 20. Mai 2022 folgenden Kabinett Borne wurde sie Ministerin für die Energiewende (Ministre de la Transition énergétique). Zugunsten des Ministerpostens hatte sie auf eine zunächst angestrebte Kandidatur zu den Wahlen zur Nationalversammlung 2022 verzichtet. Kandidat der Regierungspartei für den von ihr anvisierten 3. Wahlkreis im Département Pas-de-Calais wurde ihr Lebensgefährte und ehemaliger Kabinettschef, der frühere Sozialist Nicolas Bays. Bei der Regierungsumbildung am 4. Juli 2022 nach den Wahlen zur Nationalversammlung blieb Pannier-Runacher im Amt.
Im Kabinett Barnier, das nach den vorgezogenen Parlamentswahlen 2024 am 21. September 2024 gebildet wurde, erhielt Pannier-Runacher erneut das Energie-Ressort und wurde Ministerin für die ökologische Wende, Energie, Klima und Risikoprävention (Ministre de la Transition écologique, de l'Energie, du Climat et de la Prévention des risques).
Agnès Pannier-Runacher gehört der Bewegung Territoire et progrès, einer Art linkem Flügel von Emmanuel Macrons Partei La République en Marche, an.
Agnès Pannier-Runacher ist Mutter dreier Kinder. Sie war verheiratet mit Marc Pannier, der wie sie selbst Finanzinspektor und Wirtschaftsmanager ist und unter anderem bei dem Energieversorgungsunternehmen Engie leitende Funktionen bekleidete.